# مفوض النقل الأوروبي
مفوض النقل هو عضو في المفوضية الأوروبية. المفوض الحالي هو فيوليتا بولك. يعتبر المفوض مسؤول عن تطوير البنية التحتية للنقل في الاتحاد الأوروبي مثل شبكات الطرق والسكك الحديدية وأيضًا أنظمة الملاحة مثل نظام تحديد المواقع (جاليليو). 

## روابط خارجية
- موقع المفوض
- بوابة لجنة النقل
- نقل ورقة بيضاء
- غاليليو